# Гулльвейг
Гулльвейг (др.-сканд. Gullveig) — в скандинавской мифологии злая колдунья, посланная ванами к асам во время их конфликта. Олицетворяет силу золота. В саге «Прорицание вёльвы» Гулльвейг приходит к чертогу Одина, где асы пронзают её копьями и трижды сжигают, но все три раза она возрождалась. После своего третьего перерождения она начала практиковать магию сейд и взяла себе имя Хейд (др.-сканд. Heiðr — яркая, ясная).
Ряд исследователей предполагает, что Гулльвейг — это одно из имён Фрейи, так как обе ассоциируются с золотом и колдовством.

## Упоминание в сагах
- Сага «Прорицание вёльвы» (Völuspa) из сборника «Старшая Эдда» строфа 21: «Помнит войну она первую в мире: Гулльвейг погибла, пронзенная копьями, жгло ее пламя в чертоге Одина, трижды сожгли ее, трижды рожденную, и все же она доселе живёт».